# Fuente-Tójar
Fuente-Tójar è un comune spagnolo di 811 abitanti situato nella comunità autonoma dell'Andalusia.